# Jordmusseron
Jordmusseron (Tricholoma myomyces) är en svampart som först beskrevs av Christiaan Hendrik Persoon, och fick sitt nu gällande namn av Jakob Emanuel Lange 1933. Tricholoma myomyces ingår i släktet musseroner och familjen Tricholomataceae.   Inga underarter finns listade i Catalogue of Life.
I den svenska databasen Dyntaxa används istället namnet Tricholoma terreum för samma taxon.  Arten är reproducerande i Sverige.

## Källor

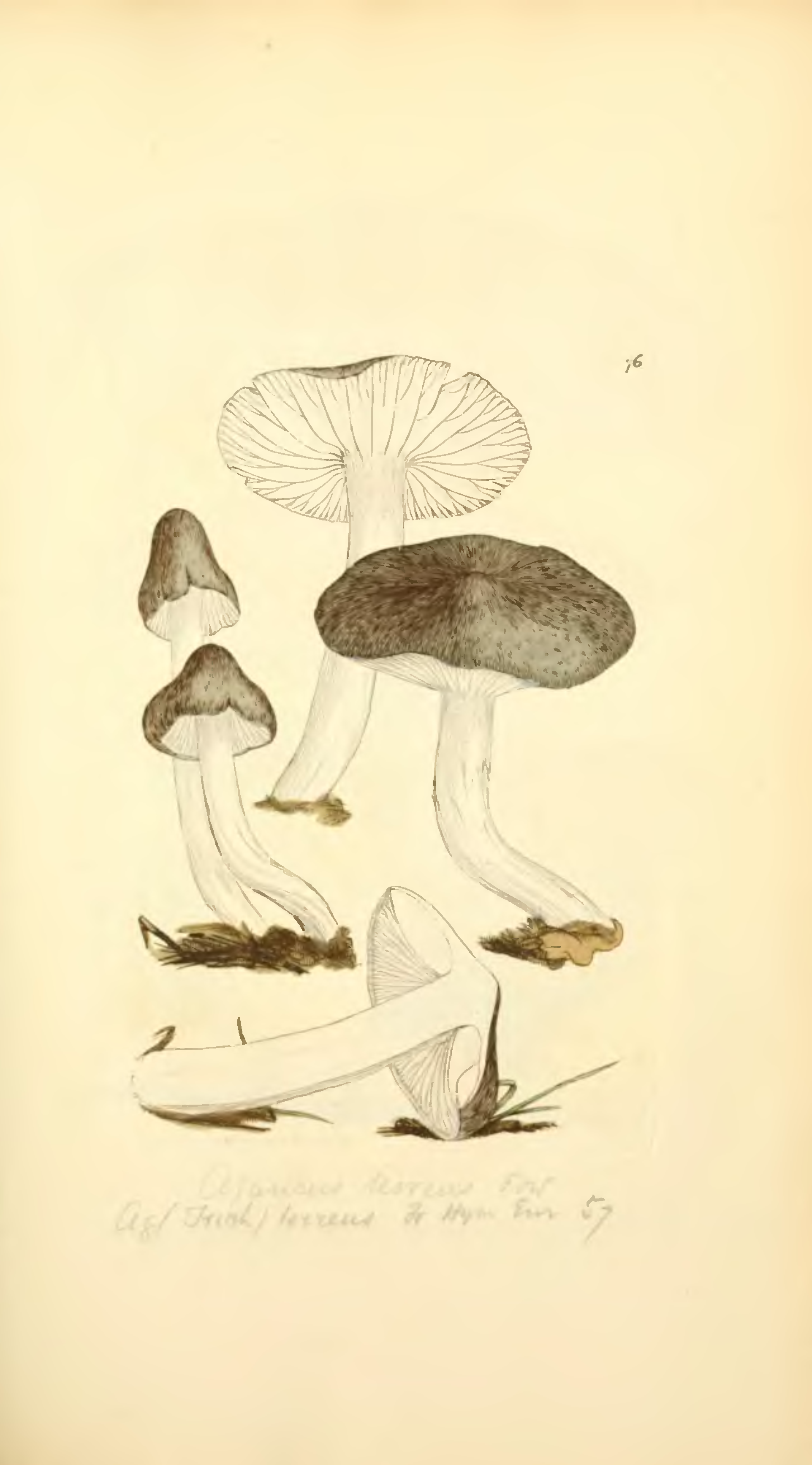
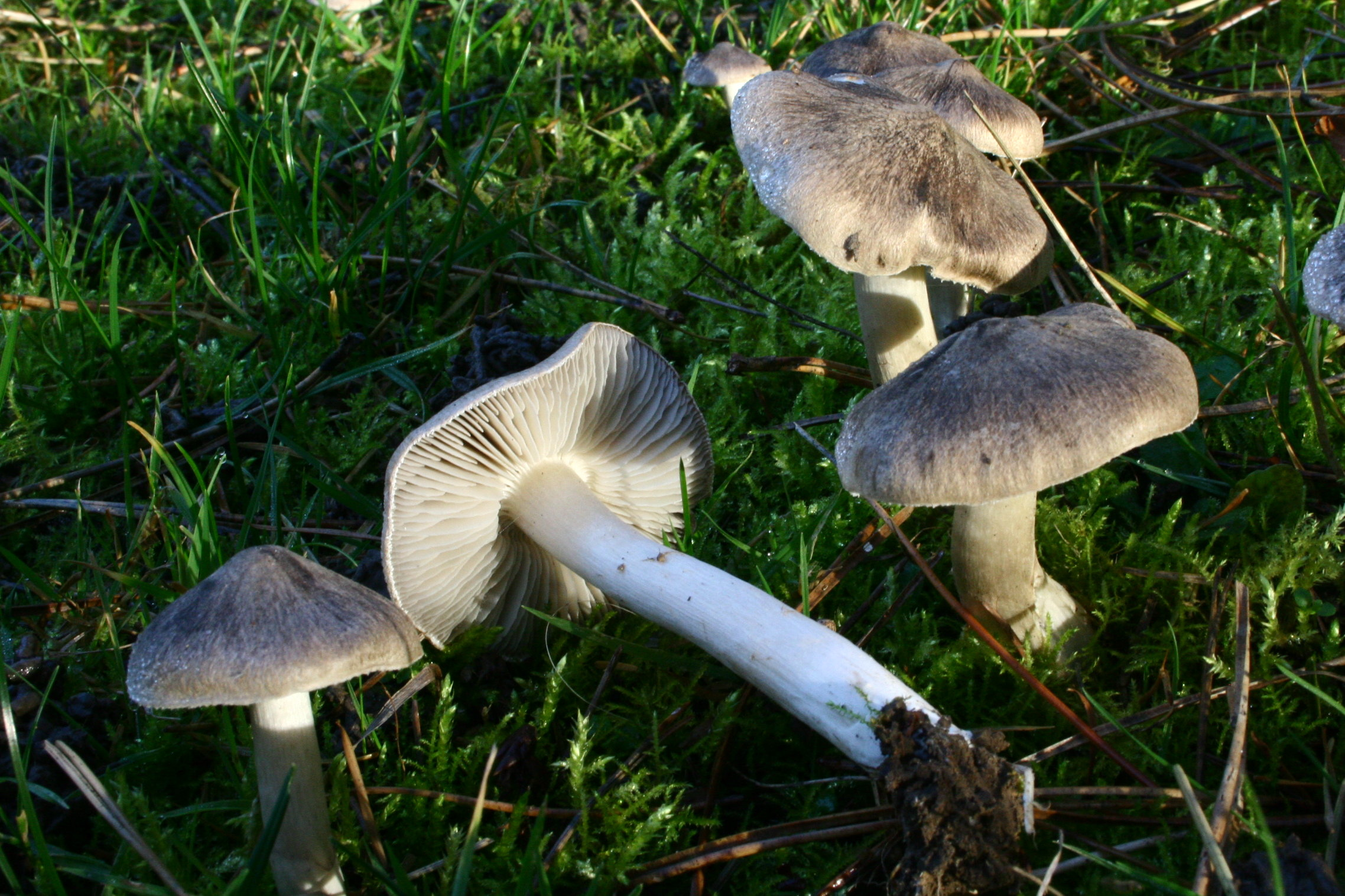
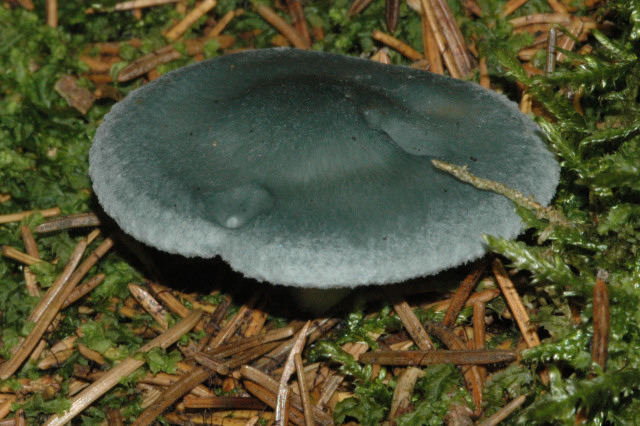
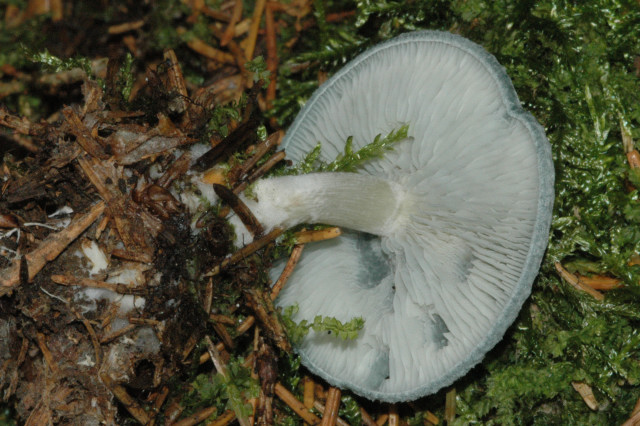